# Tigers film
Tigers film (engelska: The Tigger Movie) är en animerad film från 2000 i regi av Jun Falkenstein och producerad av Walt Disney Pictures.

## Handling
Det är höst och Nalle Puh, I-or, Kängu och Ru, Nasse och alla andra förbereder sig på vintern som står för dörren. Men Tiger bryr sig inte om vinter och kyla, han leker och skuttar på precis som vanligt! Han frågar sina vänner om de vill vara med honom och skutta, men det har de ju inte tid med så Tiger blir ledsen och går därifrån men Ru följer efter honom och han föreslår att Tiger istället ska leka med andra tigrar. Larvigt, tycker Tiger - han är ju den ende! Men tänk, tänk om det finns andra tigrar. Tiger och Ru ger sig iväg för att leta upp Tigers familj, samtidigt som det börjar att snöa över Sjumilaskogen.

## Om filmen
Paul Winchell, som var den ursprungliga rösten till Tiger i Nalle Puh skulle återigen göra Tigers röst i denna film, men hade vid inspelningstillfället fått röstproblem, så han ersattes av Jim Cummings, som även gör Puhs röst. Cummings hade även hoppat in Winchell vid tidigare tillfällen som Tigers röst, men från och med denna film tog han över rollen helt och hållet.

## Rollista
| Roll              | Originalröst     | Svensk röst        |
| ----------------- | ---------------- | ------------------ |
| Tiger             | Jim Cummings     | Thomas Hellberg    |
| Nalle Puh         | Jim Cummings     | Guy de la Berg     |
| Ru                | Nikita Hopkins   | Kalle Lundberg     |
| Kanin             | Ken Sansom       | Charlie Elvegård   |
| Nasse             | John Fiedler     | Pontus Gustafsson  |
| I-or              | Peter Cullen     | Bengt Skogholt     |
| Uggla             | Andre Stojka     | Gunnar Uddén       |
| Kängu             | Kath Soucie      | Monica Forsberg    |
| Christopher Robin | Tom Attenborough | Alexander Lundberg |
| Berättare         | John Hurt        | Ingemar Carlehed   |

### Fotnoter
1. ↑  läs online, www.boxofficemojo.com .[källa från Wikidata]
2. ↑  läs online, www.sfi.se .[källa från Wikidata]
3. ↑  läs online, www.d-zine.se .[källa från Wikidata]
4. ↑  läs online, www.kinokalender.com , läst: 24 januari 2018.[källa från Wikidata]
5. ↑  ”Tigers film”. Disneyania. 19 mars 2000. http://www.d-zine.se/filmer/tigersfilm.htm. Läst 20 augusti 2016.
6. ↑  ”The Tigger Movie Trivia”. TV Tropes. https://tvtropes.org/pmwiki/pmwiki.php/Trivia/TheTiggerMovie. Läst 21 juni 2024.
7. ↑  ”Tigers film (2000)”. Svensk Filmdatabas. https://www.svenskfilmdatabas.se/sv/item/?type=film&itemid=43297. Läst 1 februari 2023.